# Robert L. Doughton

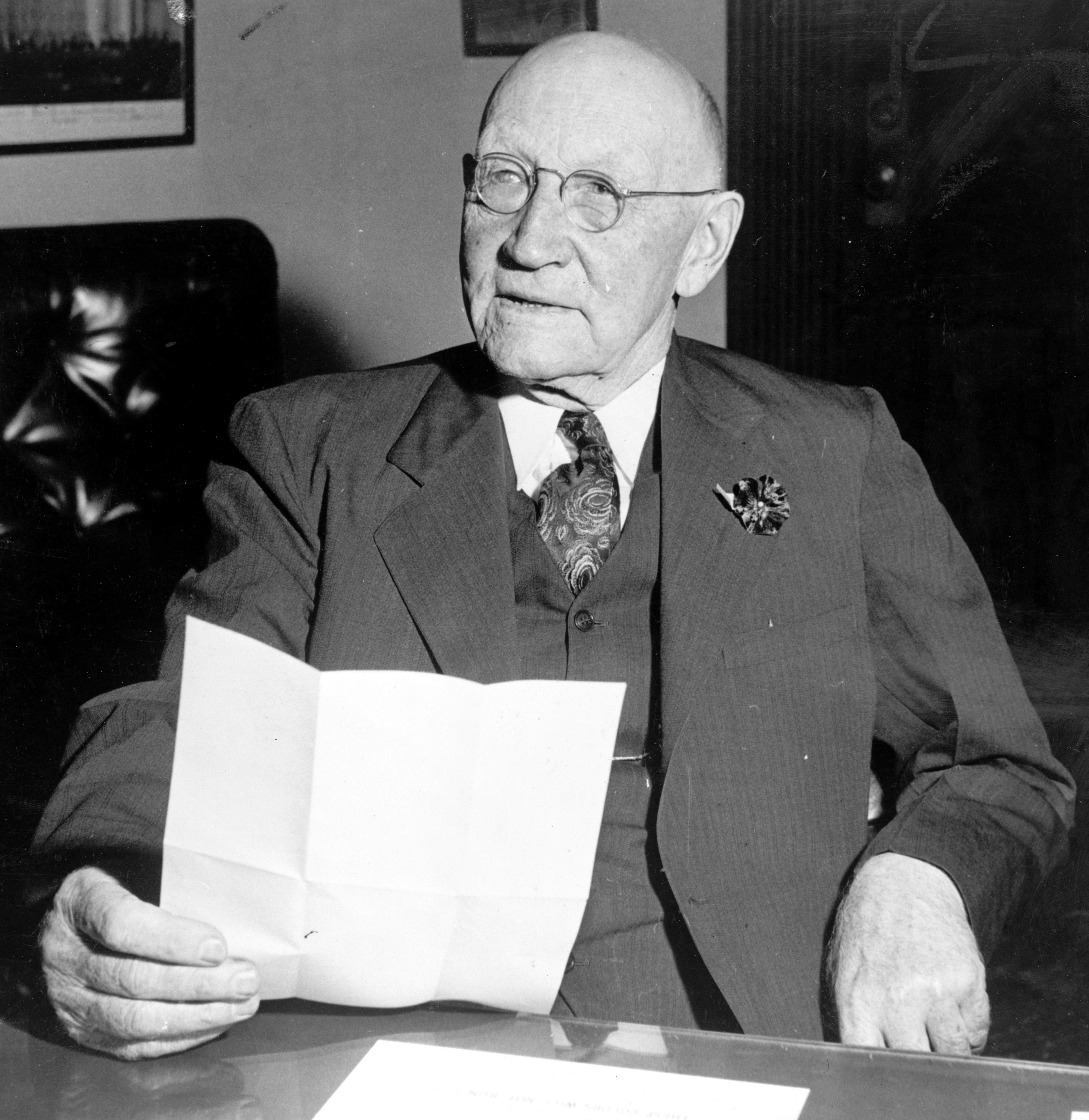
Robert L. Doughton (1942)

Robert Lee Doughton (* 7. November 1863 in Laurel Springs, Alleghany County, North Carolina; † 1. Oktober 1954 ebenda) war ein US-amerikanischer Politiker. Zwischen 1911 und 1953 vertrat er den Bundesstaat North Carolina im US-Repräsentantenhaus.

## Leben
Robert Doughton war der jüngere Bruder von Rufus A. Doughton (1857–1946), der von 1893 bis 1897 Vizegouverneur von North Carolina war. Er besuchte die öffentlichen Schulen seiner Heimat und arbeitete danach in seiner Heimatstadt Laurel Springs in der Landwirtschaft, hierbei vor allem auf dem Gebiet der Viehzucht. Außerdem wurde er im Bankgewerbe tätig. Zwischen 1903 und 1909 saß er im Landwirtschaftsausschuss von North Carolina. Doughton war Mitglied der Demokratischen Partei. In den Jahren 1908 und 1909 gehörte er dem Senat von North Carolina an; von 1909 bis 1911 war er Direktor der staatlichen Gefängniskommission. Von 1911 bis 1936 leitete er die Deposit & Savings Bank in North Wilkesboro.
Bei den Kongresswahlen des Jahres 1910 wurde er im achten Wahlbezirk von North Carolina in das US-Repräsentantenhaus in Washington, D.C. gewählt, wo er am 4. März 1911 die Nachfolge von Charles H. Cowles antrat. Nach 20 Wiederwahlen konnte er bis zum 3. Januar 1953 21 zusammenhängende Legislaturperioden im Kongress absolvieren.  Seit 1933 vertrat er als Nachfolger von Alfred L. Bulwinkle den neunten Distrikt seines Staates.
In Doughtons Zeit als Kongressabgeordneter fielen der Erste Weltkrieg, der Zweite Weltkrieg und der Beginn des Kalten Krieges. Zwischen 1913 und 1951 wurden die Verfassungszusätze 16 bis 22 ratifiziert. In den 1930er Jahren wurden die New-Deal-Gesetze der Bundesregierung unter Präsident Franklin D. Roosevelt im Kongress beraten und in Kraft gesetzt. Doughton war im Jahr 1935 wesentlich an der Verabschiedung des Sozialversicherungsgesetzes beteiligt. Von 1913 bis 1919 war er Vorsitzender des Landwirtschaftsausschusses; zwischen 1933 und 1947 sowie nochmals von 1949 bis 1953 leitete er das Committee on Ways and Means.
Im Jahr 1952 verzichtete Doughton auf eine weitere Kandidatur. Nach seinem Ausscheiden aus dem US-Repräsentantenhaus kehrte er nach Laurel Springs zurück, wo er am 1. Oktober 1954 im Alter von fast 91 Jahren verstarb.